# Геерия вальватообразная
Геерия вальватообразная (лат. Plagigeyeria valvataeformis) — вид пресноводных брюхоногих моллюсков из семейства гидробиид (Hydrobiidae). Эндемик Краснодарского края, известный по двум повреждённым раковинам мёртвых моллюсков. Единственное местонахождение — Красноалександровская пещера на реке Аше к северу от посёлка Лазаревского. Проточный пещерный водоём, где были обнаружены раковины, характеризуется хорошей аэрацией и каменистым дном с низким содержанием органики, в нём обитают представители других виды семейства гидробиид — Belgrandiella caucasica и Paladilhiopsis orientalis, также известных лишь из данной пещеры.

## Строение
Раковины мелкие, светлоокрашенные, тонкостенные: высота — 1,4 мм, диаметр — 0,85 мм. Обороты сильно выпуклые. Устье почти круглое с несколько утолщенными краями (высота — 0,55 мм, ширина — 0,42 мм). Живые моллюски не известны.

## Природоохранный статус
Малоизученный вид, включённый в Красную книгу Краснодарского края в статус 2 («Уязвимый») на основании существования единственного местонахождения. Статус популяции не уточнён.